# پی‌یرو ماتسارلا
پی‌یرو ماتسارلا (ایتالیایی: Piero Mazzarella؛ ‏ ۲ مارس ۱۹۲۸ – ۲۵ اکتبر ۲۰۱۳) بازیگر اهل ایتالیا بود.
از فیلم‌ها یا مجموعه‌های تلویزیونی که وی در آن‌ها نقش داشته‌است، می‌توان به قاضی و دختر جوان، نامزد و افکار شیطانی اشاره نمود.
وی همچنین برندهٔ جوایزی همچون نشان شایستگی جمهوری ایتالیا شده‌است.